# Burska koza
Burska koza je v tujerodna pasma koz. Izvirajo iz Južne Afrike, kjer so jih vzrejali zaradi okusnega in zdravega mesa. 
Odrasle burske koze tehtajo med 80–110 kg. Telo in sprednji del glave imajo bele barve, glava ter vrat pa sta rjava. Prepoznavne so tudi po spuščenih ušesih ter krajših nogah.